# Bèlpuèg
Bèlpuèg (francès Belpech) és un municipi de França de la regió d'Occitània, al departament de l'Aude